# Kněžská
Kněžská (deutsch Pfaffenberg) ist eine Wüstung in der Gemeinde Rybník nad Radbuzou (deutsch Waier) im westböhmischen Okres Domažlice in Tschechien.

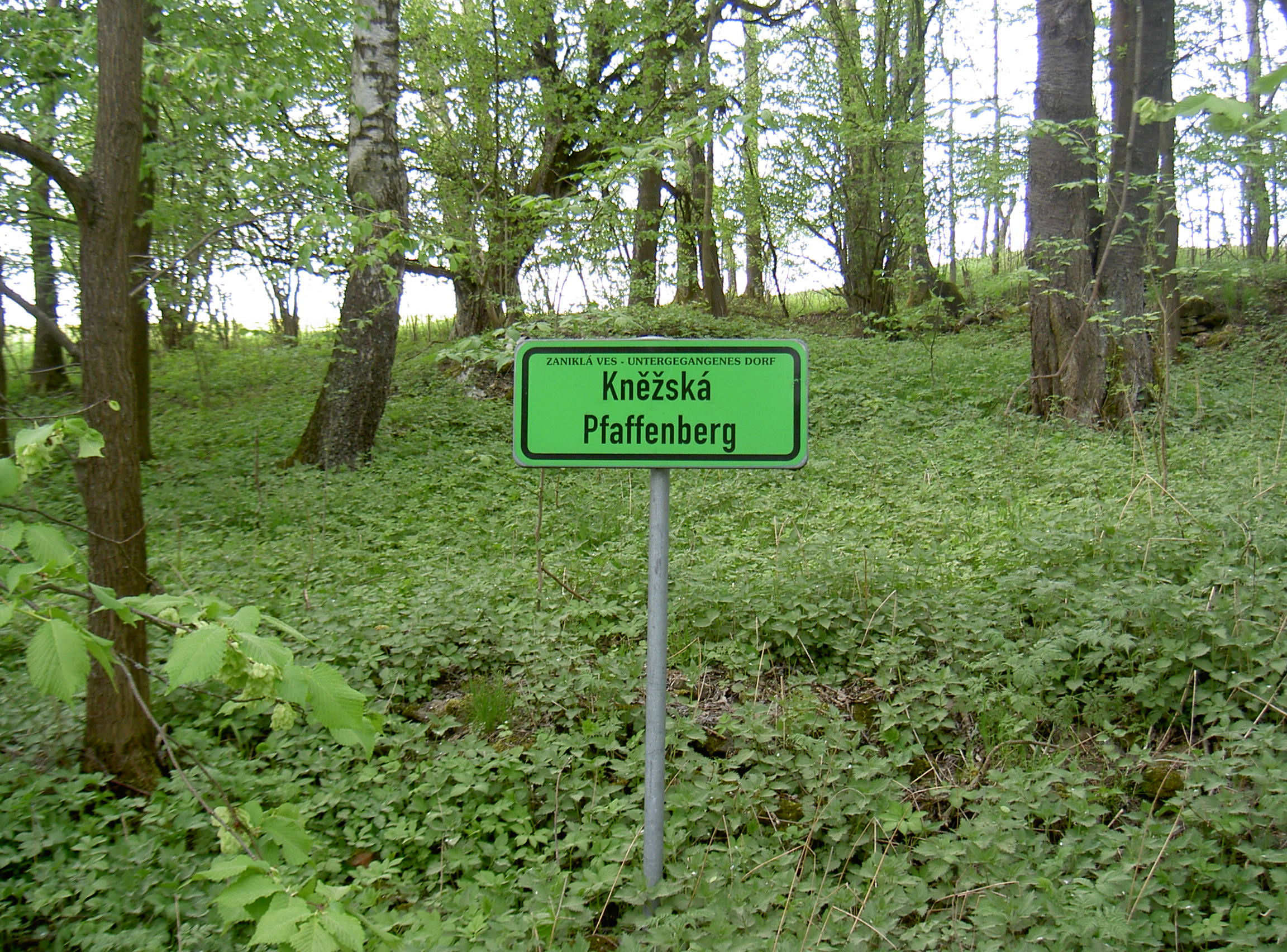
Knežská – Pfaffenberg

## Geographie
Das Dorf Pfaffenberg lag etwa 5,5 km südwestlich von Muttersdorf und 1,7 km nordöstlich von Waier.
Die Radbuza befindet sich ungefähr 700 m entfernt im Tal westlich von Pfaffenberg.
Am Westhang des 717 m hohen Muschnaberges (tschechisch: Mošna) entspringt der Lohbach.
Er fließt in westlicher Richtung an Pfaffenberg vorbei und mündet etwa 700 m weiter südwestlich in die Radbuza.

## Ortsname
Der Legende nach wurden evangelische Geistliche vom Baron von Muttersdorf verfolgt und versteckten sich bei einem Felsen, der später Pfaffensprung, Pfaffenfels oder auch Pfaffenberg genannt wurde.
Als sie vom Baron entdeckt wurden, stürzte dieser sie vom Felsen hinab.
Tatsache ist, dass Johann III. von Wiedersperg in Muttersdorf (1590–1640) auf seinem Gebiet die Protestanten verfolgte.
So gibt es Berichte, dass zu dieser Zeit ein Pastor aus Schilligkau von der Kanzel in Muttersdorf herabgezerrt wurde und befreit werden musste.

## Geschichte
Die Gründung Pfaffenbergs geht wahrscheinlich auf die 1620er Jahre zurück.
Pfaffenberg wurde mit 4 Häusern 1644 erstmals schriftlich erwähnt.
Die Hausbesitzer hießen: Hans Stelzig, Urban Schmid, Wolf Heger und Wölfl Widl.
1654 gab es in Pfaffenberg 3 Chalupner, 8 Ochsen, 1 Kuh, 7 Kälber und 6 Schweine.
Pfaffenberg gehörte zum Gut Schwanenbrückl, zur Gemeinde Groß Gorschin und zur Pfarrei Muttersdorf.
Die Kinder waren nach Waier eingeschult.
In Pfaffenberg befand sich eine Station des Militär-Kordons, der 1772 bis 1822 der Grenzbewachung diente.

## Bevölkerungsentwicklung
| Jahr | Einwohner   | Anmerkungen |
| ---- | ----------- | ----------- |
| 1644 | k. A.       | 4 Häuser    |
| 1656 | 3 Chalupner |             |
| 1722 | 16          |             |
| 1784 | 34          |             |
| 1832 | 27          |             |
| 1890 | 22          |             |
| 1900 | 30          |             |
| 1910 | 32          |             |
| 1921 | 26          |             |
| 1930 | 25 Deutsche | 4 Häuser    |